# Zdanie syntetyczne
Zdanie syntetyczne, zdanie empiryczne (ang. synthetic sentence, niem. synthetischer Satz) – uznawane za prawdziwe na podstawie doświadczenia: bezpośrednio, jak zdania obserwacyjne, sprawozdawcze, lub pośrednio, jak prawa i hipotezy, uzasadniane za pomocą zdań obserwacyjnych.